# Abu Mahdi al-Muhandis

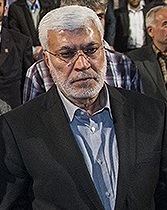
Abu Mahdi al-Muhandis (2018)

Dschamal Dschafar Mohammed Ali Āl Ebrahim (arabisch جمال جعفر محمد علي آل إبراهيم, DMG Ǧamāl Ǧaʿfar Muḥammad ʿAlī Āl Ibrāhīm, geboren 1. Juli 1954; gestorben 3. Januar 2020 in Bagdad), bekannt unter seinem Kampfnamen Abu Mahdi al-Muhandis (arabisch أبو مهدي المهندس; al-Muhandis für „der Ingenieur“), war ein irakisch-iranischer Politiker und Führer paramilitärischer Einheiten.

## Leben

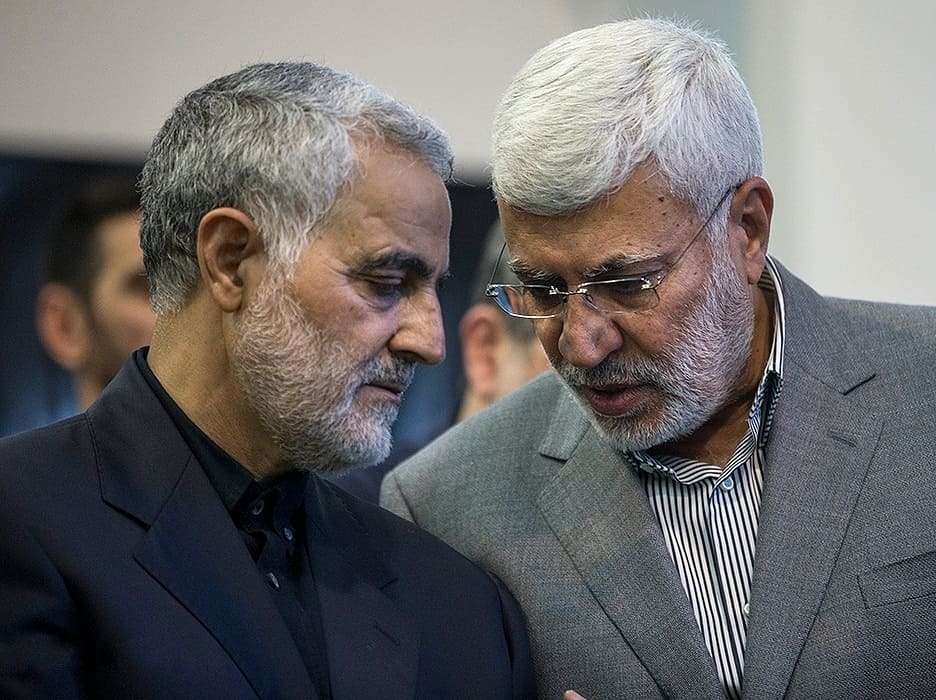
Abu Mahdi al-Muhandis und Qasem Soleimani (links) an der Beisetzung von Soleimanis Vater, Teheran 2017

Dschamal Dschafar Al Ibrahim wurde 1954 in der Nähe von Basra als Sohn eines irakischen Vaters und einer iranischen Mutter geboren. 1977 schloss er ein Ingenieurstudium ab und trat im selben Jahr der schiitischen Dawa-Partei bei, die gegen Saddam Hussein kämpfte. Nach dem Verbot der Dawa-Partei durch Saddam Hussein floh er 1979 ein erstes Mal nach Iran, wo er sich in Ahvaz irakischen Dissidenten anschloss, die sich den Kampf gegen Saddam zum Ziel gesetzt hatten.
1983 begann er in Kuwait eine Zusammenarbeit mit den iranischen Pasdaran und organisierte Angriffe auf Botschaften von Ländern, die Saddam im Iran-Irakkrieg unterstützten. Einige Stunden nach dem Anschlag auf die Botschaften der USA und Frankreichs in Kuwait am 12. Dezember 1983 floh er wiederum nach Iran. Wegen der Planung der Angriffe wurde er von einem kuwaitischen Gerichtshof in Abwesenheit zum Tode verurteilt.
Zu Beginn des Irakkrieges 2003 kehrte er in den Irak zurück und wurde Sicherheitsberater des irakischen Premierministers Ibrahim al-Dschafari. 2005 wurde er in das irakische Parlament als Vertreter der Dawa-Partei im Gouvernement Babil gewählt. Als sich US-Behörden über seine Mitwirkung an den Angriffen in Kuwait 1983 klar wurden und dies 2007 mit Premierminister Nuri al-Maliki erörterten, floh er erneut in den Iran. Im Dezember 2011, nach Abschluss des Rückzuges der US-Truppen, kehrte er in den Irak zurück und wurde militärischer Leiter der Kata’ib Hesbollah, die den Popular Mobilization Forces angeschlossen ist.
Am 31. Dezember 2019 bezeichnete ihn US-Außenminister Mike Pompeo, zusammen mit Qais Khazali, Hadi al-Amiri und Falih Alfayyadh, als verantwortlich für die teilweise gewaltsamen Proteste vor der US-Botschaft in Bagdad zum Jahreswechsel 2019–2020. Zum Zeitpunkt seines Todes war al-Muhandis Leiter der al-Haschd asch-Schaʿbī im Irak, die gegen den IS gekämpft hatte. Er kam bei einem US-amerikanischen Drohnenangriff in Bagdad zusammen mit Qasem Soleimani und fünf weiteren Menschen ums Leben.